# 池田優斗
池田優斗（日语：／ Ikeda Yuto，2005年6月25日—）是日本男演員與歌手，出生於埼玉縣，現為日本五人男子團體WILD BLUE成員。

## 經歷
2010年，五歲開始演藝生涯，出演商業廣告和教育目。
2011年3月，參演電視劇橫山秀夫懸疑四部曲中的窮追不捨，飾演高田拓也一角，正式以演員出道。
2014年5月，首次於電影电脑奇侠REBOOT中亮相。
2023年8月1日，於個人社交賬號Instagram上宣布，已於上個月離開了效力11年的經紀公司渡邊娛樂。“我已於7月31日離開我的經紀公司渡邊娛樂。首先感謝公司的每一位成員，包括社長。大家都對我很好，在聽取了他們的建議後，我才做出了這個決定。”。
2024年8月23日，YKAgent音樂部門YK MUSIC娛樂宣布成立五人男團WILD BLUE，成員包括池田優斗。
2024年9月6日，以WILD BLUE成員身分發行數位單曲《WILD BLUE》，正式以歌手出道。

## 演出作品

### 電視劇
- 窮追不捨（2011年3月20日、WOWWOW）：飾演 高田拓也[4]
- IS 上帝的惡作劇 （2011年7月18日 - 9月19日、東京電視台）
- 幽靈媽媽搜查線（2012年7月7日 - 9月15日） ：飾演 三井優斗
- NHK大河劇
  - 平清盛 （2012年1月8日 - 12月23日）：飾演 清次（平基盛小時候） [5]
  - 西鄉殿（2018年1月7日 - 12月16日）：飾演  有村俊斎（小時候） [4]
  - 麒麟來了 第16話（2020年5月3日）：飾演  松平元信 役[6]
- 無間雙龍 （2015年1月16日 - 3月20日、TBS）：飾演 那智聡介（小時候）[4]
- 朝日電視台 新人編劇創作大獎「化石の微笑み」（2015年3月29日、朝日電視台）[4]
- 三個歐吉桑（2015年4月24日 - 6月12日、東京電視台）：飾演 中沢俊太 [7]
- 週一黃金「世田谷駐在刑事3」 （2015年8月10日、TBS）：飾演  小林修平 [8]
- 追憶潸然（2016年1月18日 - 3月21日、富士電視台）：飾演  曽田練（小時候）[4]
- Career熱血署長（2016年10月9日 - 12月11日、富士電視台）：飾演 遠山金志郎（小時候） [4]
- 她們的百萬元（2017年4月14日 - 6月30日、東京電視台 ）[4]
- 校園律師（2018年4月21日 - 5月26日、NHK綜合頻道）：飾演 早川拓海 [9]
- 好醫生 第8集（2018年8月30日、フジテレビ）：飾演 早見翔太 [10]
- Digital Tattoo 第1回・第2回・第5回（2019年5月18日・25日・6月15日、NHK綜合頻道）：飾演 タイガ（小時候） [11]
- 世代戰爭 （2020年1月6日 - 2月17日、MBS）：飾演 筧翔太 [12]
- 監察醫 朝顏 第2季 第2集（2020年11月9日、富士電視台）：飾演 矢野諒 / 矢野一馬 [13][14]
- 青色校警·嶋田隆平（2021年1月12日 - 3月16日）：飾演 西田雄一[15]
- 接下來是倫理課（2021年1月16日 - 3月13日）：飾演 谷口恭一[16]
- 鐵證懸案～真相之門～ 第三季 第6集（2021年1月16日、WOWOW）：飾演 牧村雄大（少年時期）
- 秘密內幕～女警的反擊～ 第3集・第4集（2021年7月21日・28日：飾演 早見健
- 如果合您耳朵的話。第9集（2021年9月10日、東京電視台）：飾演 高中生
- 東京製麵所 第4話（2021年9月28日、MBS）：飾演 黄本翔
- 心愛的謊言 溫柔的黑暗（2022年1月 - 3月、朝日電視台） ：飾演 中野幸（中學生時期）
- 家政夫三田園 第5季 第1話（2022年4月22日、朝日電視台）：飾演 林田智之
- 教主的女兒（2022年6月2日 - 7月15日）：飾演 本間拓實 [17]
- 私小說-發展障礙的我成為純愛小說家的理由（2023年4月7日・8日、朝日電視台）：飾演 伊佐山仁（高中生時期）
- Pending Train—8時23分，明天和你在一起（2023年4月21日 - 6月23日、TBS）：飾演 萱島達哉[18][19]

### 串流媒體劇集
- Y!mobile 課後劇《平行學校DAYS》（2019年2月19日・2月25日、YouTube）：飾演 志莉乃弟弟[20][21]

### 電影
- 电脑奇侠REBOOT（2014年5月24日、東映）：飾演 光明寺胜
- 盜愛之家（2015年8月22日、Phantom Film）：飾演 森山隆史 [22][23]
- 荔枝☆光俱樂部（2016年2月13日、日活）：飾演 田宫（小時候）
- The Whispering Star  (2016年5月14日、日活）：旁白
- Vigilante（2017年12月9日、東京Theatres）：飾演 神藤二郎（小時候）
- 幕間子（2019年3月15日、日活）：飾演 柳田孝太[24]
- 那一夜（2019年11月8日、日活）：飾演 稲村雄二（少年時期） [25]
- 糸（日语：糸 (映画)）（2020年8月21日、東宝）：飾演 竹原直樹（小時候） [25][26]
- 滑行道（2020年11月20日、KADOKAWA）：飾演 鷹野裕翔 [27][28]
- 角色（2021年6月11日、東宝）：飾演 原秀幸
- 流浪的月（2022年5月13日、GAGA）：飾演 高中生

### 電視動畫
- 暗芝居 第3期 第10話・第13話（2013年3月13日・16日・4月3日、テレビ東京）[29]

### 其他電視節目
- Meets The World（2010年、NHK教育）

### 網路綜藝
- Disney イッツ・ア・クイズワールド 第一集（2019年3月26日 - 、 Disney+）

### 廣播劇
- 青春アドベンチャー《再見，田中先生》（2018年7月2日 - 6日、NHK-FM）[30]

## 外部連結
- 池田優斗的Instagram帳戶
- WILD BLUE個人介紹頁 （页面存档备份，存于）
- WILD BLUE的官方網站
- WILD BLUE的Instagram帳戶
- WILD BLUE的X（前Twitter）
- YouTube上的WILD BLUE頻道
- WILD BLUE的TikTok